# タンゴ・エスパーニャ

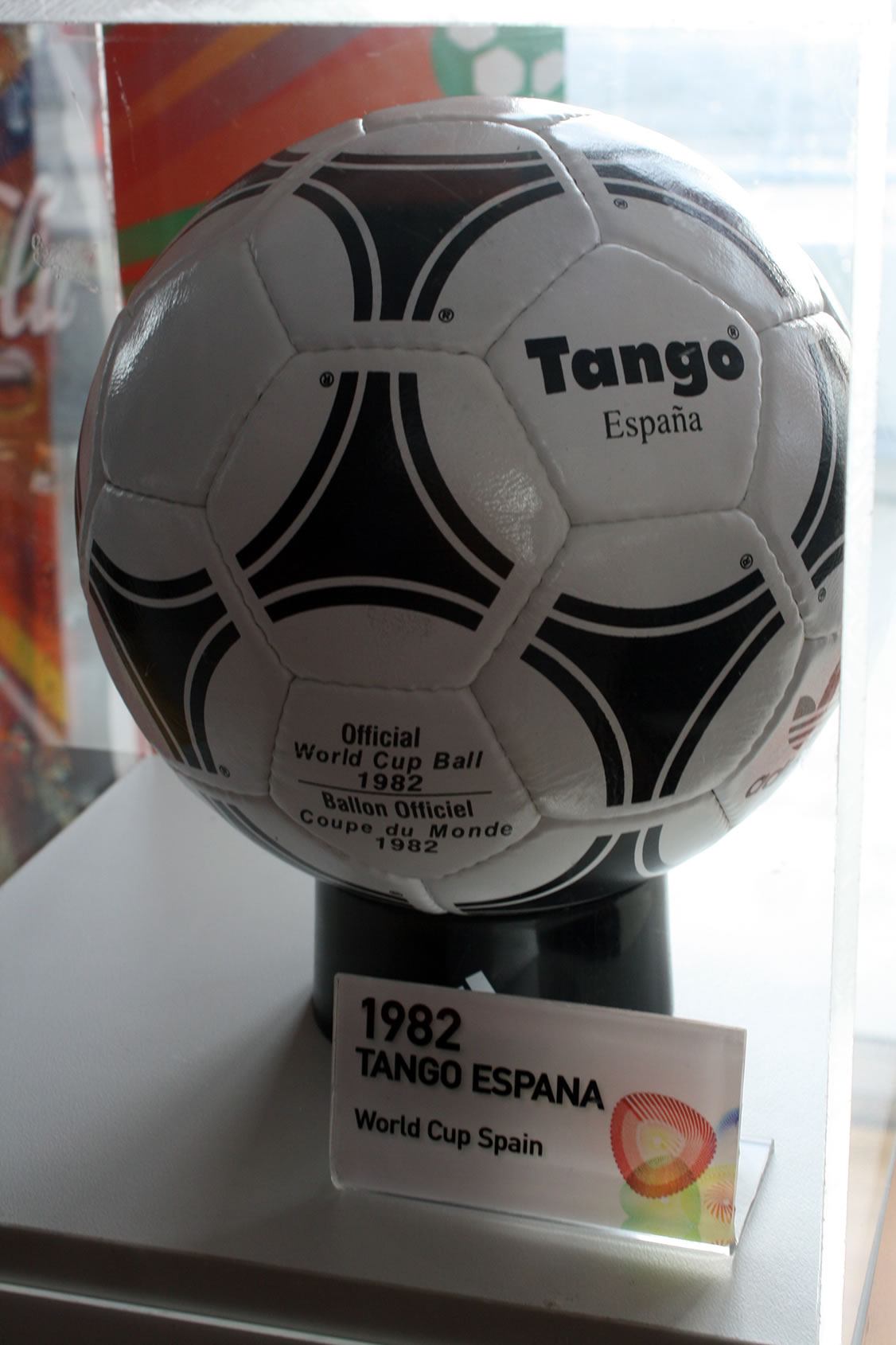
Adidas Tango España.

タンゴ・エスパーニャ（Tango España）はアディダスのサッカーボールで、1982 FIFAワールドカップにおける公式試合球である。1978 FIFAワールドカップ試合球「タンゴ」のマイナーチェンジ版。「エスパーニャ」はスペイン語でワールドカップ開催国・スペインを意味する。
改良点は縫い目の上にも防水コーティングを施し、耐水性を上げた点。なおFIFAワールドカップ試合球で天然皮革を使用したのがこれが最後で、次の1986 FIFAワールドカップ試合球「アステカ」からは人工皮革を使用している。
| 先代 タンゴ | FIFAワールドカップ 公式球 1982 FIFAワールドカップ | 次代 アステカ |